# Консолідована інформація
Консолідо́вана інформа́ція — це одержані з декількох джерел та системно інтегровані різнотипні інформаційні ресурси (знання), які в сукупності наділені ознаками повноти, цілісності, несуперечності та складають адекватну інформаційну модель проблемної області з метою її аналізу опрацювання та ефективного використання в процесах підтримки прийняття рішень.

## Загальна характеристика поняття «консолідована інформація»
Поняття «консолідована інформація» охоплює одержані з декількох джерел та системно інтегровані різнотипні інформаційні ресурси, які в сукупності наділені ознаками повноти, цілісності, несуперечності та складають адекватну інформаційну модель проблемної області з метою її аналізу, опрацювання та ефективного використання в процесах підтримки прийняття рішень. Виходячи з цього, поняття «конкурентна розвідка», яке використовується на паритетних засадах деякими дослідниками, все ж є одним з аспектів цілісних процесів та процедур консолідації інформації, а саме як процесу формування інформаційного ресурсу для підтримки прийняття рішень.
Разом з тим, консолідована інформація покликана із використанням всіх можливостей, активно оперуючи інформаційними ресурсами, розробляти технологічні засади створення інформаційного продукту, виконувати якісно-змістове перетворення інформації, функціонально перетинаючись в цьому плані з науковою (виробництво нового знання) й управлінською (розроблення варіантів рішень, сценаріїв) діяльністю.
Захист консолідованої інформації може забезпечуватися різними способами, що передбачають моделювання необхідних складових захисту інформації, а саме:
- окреслення інформаційних ресурсів, які підлягають захисту;
- моніторинг повної сукупності потенційно можливих загроз і каналів витоку інформації;
- аналіз уразливості і ризиків щодо сукупності інформації і каналів витоку;
- визначення вимог до системи захисту;
- вибір засобів захисту інформації та їх впровадження;
- здійснення контролю системи захисту.

Таким чином, технології консолідованої інформації потребують інформаційної безпеки в межах певної установи чи організації

### Консолідована інформація іпромислове шпигунство
Ці два поняття мають дещо спільне, оскільки їх об'єднує одна мета — спрямованість на заощадження грошей і часу, потрібного для досягнення результату, або на отримання відомостей, необхідних для коротко- чи довгострокового прогнозування. Проте процеси та процедури консолідації інформації здійснюють виключно з дотриманням чинного законодавства. У такому разі йдеться лише про легальні форми та методи діяльності, що є головною відмінністю між конкурентною розвідкою та промисловим шпигунством, наголошують українські дослідники цього питання. Водночас у довідниках термін «промислове шпигунство» визначається як вид недобросовісної конкуренції, таємне збирання інформації, діяльність із незаконного добування відомостей, що становлять комерційну цінність. Тому настав час чітко розмежувати за суттю поняття «конкурентна розвідка» і «промислове шпигунство».
Фахівці консолідованої інформації вважають, що, на відміну від промислового шпигунства, конкурентна розвідка як інструмент дослідження ринку та його поглибленого зондування є цілком респектабельною й здійснюється з дотриманням етичних норм і принципів, оскільки вона діє винятково відповідно до чинних законів, зосереджуючись виключно на роботі з відкритими джерелами інформації. Порівнюючи промислове шпигунство і конкурентну розвідку, Т. Ткачук виокремлює дві мети першого напряму діяльності: отримання інформації, насамперед конфіденційної, про стратегічні й тактичні наміри бізнесу конкурентів; здобуття конкурентної переваги на ринку через витіснення або знищення конкурента.
Принципова особливість завдань консолідованої інформації для органів управління, як вважає А. О. Рось, полягає в тому, що предметом аналізу є саме зміст текстової інформації тобто знання, які вона містить, логіко-семантична їх обробка з метою вирішення певних прикладних завдань в тій чи іншій предметній галузі.
Аналітична діяльність з консолідованої інформації — процедури і процеси інтелектуальної діяльності, які породжують нову інформацію, дозволяють виявляти нові проблеми або їх аспекти, пропонувати нетрадиційні способи їх вирішення. Здійснюється моніторинг ризиків та сприятливих можливостей, — невпинний системно організований аналіз проблемних ситуацій з метою виявлення тих тенденцій, що вимагають негайного реагування керівництва та прийняття рішення. На сьогодні жодна особа чи інституція не можуть ефективно діяти в умовах гострої конкурентної боротьби без глибокого і усестороннього розуміння ринкового середовища або не маючи в своєму розпорядженні новітньої, повноцінної, достовірної, релевантної інформації, яка складає основу створення інформаційних продуктів консолідованої інформації.

## Процес консолідації інформації
Процес консолідації інформації — це процес перетворення даних в інформацію і знання про бізнес, метою якого є супровід і підтримка прийняття неформальних рішень. Тобто інформаційне забезпечення бізнесу, причому в самому широкому сенсі, заснований на принципі об'єднання таких складових як інформація, бізнес-процеси, апаратні засоби, програмні засоби, люди.
На Симпозіумі ЮНЕСКО з аналізу та консолідації інформації, що проходив 12-15 вересня 1978 р. в Коломбо, Шрі Ланка, було встановлено
наступне визначення: 
Дії по консолідації інформації — використовується для визначення обов'язків, які виконують індивіди, департаментами чи організаціями для оцінювання і стиснення важливих документів з метою забезпечення груп користувачів надійними і лаконічними масивами знань. Індивіди чи групи індивідів, що виконують дії по консолідації інформації становлять підрозділ консолідації інформації.

## Продукти консолідації інформації
Необхідно розрізняти:
фізичну консолідацію — реально зібрану в одному місці інформацію і логічну консолідацію або федеративну — інформацію розподілену, але з точки зору користувача, знаходиться в єдиному сховищі, що має загальний каталог і однаковий доступ до неї.
Продукти консолідації інформації, основні їх типи включають:
- Огляди: критичні огляди, звіти про сучасний стан.
- Звіти: оцінні, маркетингові та технічні звіти; сигнальні бюлетені або листи.
- Дані: компіляції і таблиці даних; статистичні зведення, кореляції і композиції; критичні дані.
- Бази даних: експертні бази даних; бази знань з предметів.
- Технічні записи: путівники, довідники, аркуші інструкцій, пояснення складного предмета, виконане у стилі і мові, адресованому рівню даної аудиторії. Популярні статті на наукові або технічні теми.
- Керівництва: компіляції істотних даних та інформації щодо предмету.
- Критичні дослідження: порівняння різних практик чи політик зі списками за і проти; вплив і майбутні дослідження.
- Запити: оцінка досліджень і компіляцій на вимогу; брифінги

Звичайно, кожен з цих продуктів має власні вимоги, критерії і процедури.
Деякі з продуктів можуть бути підготовлені за допомогою аналітико-синтетичної переробки інформації.
Спираючись на сучасні термінологічні словники, стандарти, посібники, можна встановити, що під аналітико-синтетичною обробкою інформації розуміють процеси переробки, збирання, введення, записування, перетворення, зчитування, зберігання, знищення, реєстрація інформації, з метою вилучення необхідних відомостей, їх оцінки, порівняння і узагальнення, а це, як правило, анотування, реферування, вилучення фактів, підготовка оглядів, складання бібліографічних описів (БО), анотування, індексування.
Основні види аналітико-синтетичної переробки документів та інформації визначаються у Держстандарті України (ДСТУ 2394-94 Інформація та документація. Комплектування фонду, бібліографічний опис, аналіз документів), який відповідає міжнародному стандарту ISO 5127/3a-1981, і включають:
- бібліографічний опис
- індексування
- анотування
- реферування
- переклад наукових документів
- збирання, критична оцінка, систематизація й узагальнення науково-технічних даних
- складання оглядів

Усі перелічені види полегшують пошук продуктів консолідованої інформації.

## Проблеми підготовки фахівців з консолідованої інформації
Передумови виникнення нового фаху «консолідована інформація» (варіантом прототипу цього фаху деякі вітчизняні дослідники вважають англомовне Competitive Intelligence) заклали зарубіжні і вітчизняні фахівці з інформаційного аналізу.
В США поняття «Competitive Intelligence» використовується з початку 70-х років ХХ ст. У 1980 р. один із дослідників цього питання Майкл Портер опублікував працю «Конкурентна розвідка: методи аналізу галузей і конкурентів», у якій виклав основні засади нового фаху.
Створене у 1986 році Товариство фахівців конкурентної розвідки (Society of Competitive Intelligence Professionals (SCIP)), об'єднало 7000 членів з 64 країн світу [8], якими велася творча дискусія щодо напрямів удосконалення діяльності та організації підготовки кадрів у цій галузі. Обговорення актуальних проблем галузі продовжилось на сторінках заснованого товариством фахового журналу «Конкурентна розвідка».
Згодом аналітики Gartner Group ввели в обіг термін «Business intelligence».
Після завершення періоду холодної війни багато колишніх працівників розвідки спрямували свої зусилля на моніторинг промисловості й організували об'єднання, що отримало назву CTS International Group (Міжнародна група). Один із членів групи — Фредерік Рустманн — виклав основні засади консолідації інформації для бізнесу у книзі «ЦРУ: Шпіонаж і майстерність конкурентної розвідки» («CIA, Inc: Espionage & the Craft of Business Intelligence»).
Актуальним завданням фахівців із формування консолідованих інформаційних ресурсів для органів влади є формування моделей організаційно-соціальних систем та інструментальних засобів їх підтримки, а також розроблення алгоритмів забезпечення ефективного функціонування і стійкого розвитку цих систем.
Прикладна наукова галузь «консолідована інформація» — розвивається у трьох основних напрямах, а саме — консолідована інформація виробничої сфери, консолідована інформація невиробничої сфери та консолідована інформація у системах спеціального призначення. Потенційними споживачами першого напряму консолідованої інформації є бізнесові виробничі структури та керівники підприємств, другого — представники влади різних рівнів, а третього — представники спецслужб.
Аналітик консолідованої інформації це:
- професіонал міжгалузевого та універсального характеру; його уміння, навички та здатності придатні для використання в будь-якій сфері діяльності;
- професіонал, який забезпечує якісно-змістовне перетворення інформації на знання — основу конкурентних переваг;
- мозковий центр, очі і вуха керівника будь-якої організаційної структури;
- фахівець, здатний до генерування, використання та розповсюдження нових знань.

Професіонали в області інформації і інформаційного аналізу або аналітики консолідованої інформації і можуть здійснювати інформаційно-аналітичний супровід діяльності будь-якої установи, моделюючи її структуру, напрями функціонування з урахуванням взаємодії з середовищем, — вважають члени спілки аналітиків та професіоналів конкурентної розвідки.
Такі фахівці можуть здійснювати інформаційно-аналітичний супровід управління, виконуючи змістове опрацювання інформації. Випускники можуть працювати в службах інформаційно-документного забезпечення управління підприємств та установ, що використовують комп'ютерні технології, — кадрових та діловодських підрозділах; інформаційних та інформаційно-аналітичних структурах; відділах маркетингу та прогнозування, відповідних відділах органів управління тощо. Фахівці нової генерації володіють технологією, методикою аналізу, згортання та подання інформації, оперують інформаційними масивами, формують бази даних різноманітних інформаційних ресурсів, спираючись на інформаційні моделі, виявляють в них об'єктивні закономірності і тенденції, визначають рушійні
механізми, причинно-наслідкові зв'язки.
Консолідована інформація недавно утвердилася як самостійна наукова галузь, і навколо її статусу ще ведуться дебати, оскільки у розвитку інформаційних наук спостерігається процес урізноманітнення функцій кожного з видів комунікаційної діяльності, безперервна зміна цих функцій під впливом швидко змінюваних вимог життя. Вищі навчальні заклади зі спеціальності «Консолідована інформація» готують фахівців, яким надаються кваліфікації освітньо-кваліфікаційних рівнів — бакалавр, спеціаліст та магістр. Таких фахівців готують такі вищі начальні заклади України:
- Національний університет «Львівська політехніка» (Інститут гуманітарних та соціальних наук);
- Львівський національний університет імені Івана Франка (економічний факультет);
- Національний авіаційний університет (Інститут інформаційно-діагностичних систем, кафедра безпеки інформаційних технологій);
- Національний університет «Одеська юридична академія» (Інститут інтелектуальної власності і права);
- Державний інститут інтелектуальної власності (м. Київ);
- Харківський національний університет радіоелектроніки (кафедра соціальної інформатики);
- ДВНЗ "Приазовський державний технічний університет" (Факультет інформаційних технологій, кафедра інформатики)(тимчасово переміщений до м. Дніпро);
- Національний технічний університет «Харківський політехнічний інститут» (Комп'ютерні та інформаційні технології, кафедра «Інформатика та інтелектуальна власність»);
- Вінницький національний технічний університет;
- Тернопільський національний технічний університет імені Івана Пулюя (факультет комп'ютерно-інформаційних систем і програмної інженерії, кафедра комп'ютерних наук) та інші.
- Східноєвропейський національний університет імені Лесі Українки, факультет міжнародних відносин, кафедра міжнародної інформації (м.Луцьк)
- Національний транспортний університет, кафедра інформаційно-аналітичної діяльності та інформаційної безпеки (м. Київ)